# Jerinići
Jerinići este un sat din comuna Plužine, Muntenegru. Conform datelor de la recensământul din 2003, localitatea are 10 locuitori (la recensământul din 1991 erau 15 locuitori).

## Demografie
În satul Jerinići locuiesc 8 persoane adulte, iar vârsta medie a populației este de 49,7 de ani (49,5 la bărbați și 49,8 la femei). În localitate sunt 3 gospodării, iar numărul mediu de membri în gospodărie este de 3,33.
Populația localității este foarte eterogenă.
|  |

| Demografie | Demografie | Demografie |
| An         | Locuitori  | Locuitori  |
| ---------- | ---------- | ---------- |
|            |            |            |
|            |            |            |
|            |            |            |
|            |            |            |
| 1948       | 61         |            |
| 1953       | 72         |            |
| 1961       | 87         |            |
| 1971       | 77         |            |
| 1981       | 41         |            |
| 1991       | 15         | 15         |
| 2003       | 10         | 10         |

| \| Componența etnică conform recensământului din 2003[2] \| Componența etnică conform recensământului din 2003[2] \| Componența etnică conform recensământului din 2003[2] \| Componența etnică conform recensământului din 2003[2] \| Componența etnică conform recensământului din 2003[2] \| \| ----------------------------------------------------- \| ----------------------------------------------------- \| ----------------------------------------------------- \| ----------------------------------------------------- \| ----------------------------------------------------- \| \| \| \| \| \| \| \| Muntenegreni \| Muntenegreni \| \| 6 \| 60% \| \| Sârbi \| Sârbi \| \| 4 \| 40% \| \| necunoscută \| necunoscută \| \| 0 \| 0% \| |              |  |   |     |
| Componența etnică conform recensământului din 2003 |              |  |   |     |
| |              |  |   |     |
| Muntenegreni | Muntenegreni |  | 6 | 60% |
| Sârbi | Sârbi        |  | 4 | 40% |
| necunoscută | necunoscută  |  | 0 | 0%  |